# 174361 Rickwhite
174361 Rickwhite este un asteroid din centura principală de asteroizi.

## Descriere
174361 Rickwhite este un asteroid din centura principală de asteroizi. A fost descoperit pe 4 octombrie 2002 la Apache Point Observatory în cadrul programului Sloan Digital Sky Survey. Asteroidul prezintă o orbită caracterizată de o semiaxă mare de 2,56 ua, o excentricitate de 0,21 și o înclinație de 11,9° în raport cu ecliptica.